# Ханкала (станция)
Ханкала́ — железнодорожная станция Грозненского региона Северо-Кавказской железной дороги, находящаяся в городе Грозном Чеченской Республики.
По состоянию на 2009 год станция неэлектрифицирована (демонтирована контактная сеть). Движение осуществляется на тепловозной тяге.

## Пригородное сообщение по станции
| № поезда    | Маршрут движения   | № поезда    | Маршрут движения   |
| ----------- | ------------------ | ----------- | ------------------ |
| Пригородный | Грозный — Гудермес | Пригородный | Гудермес — Грозный |
| Пригородный | Грозный — Хасавюрт | Пригородный | Хасавюрт — Грозный |

## Дальнее следование по станции
| № поезда | Маршрут движения    | № поезда | Маршрут движения    |
| -------- | ------------------- | -------- | ------------------- |
| 301      | Волгоград — Грозный | 302      | Грозный — Волгоград |
| 381      | Москва — Грозный    | 382      | Грозный — Москва    |